# 1548 no Brasil
Esta é uma cronologia dos fatos ocorrido no ano de 1548 no Brasil.

## Eventos
- Capitania da Bahia transformada em capitania da Coroa e capital do Brasil Colônia e, instalação do Governo-geral da Colônia.[1][2]
- Chegada do padre Manuel da Nóbrega.
- 17 de dezembro: Criação do Regimento do Governador-Geral[3] por Dom João III e trazido ao Brasil[4] por Tomé de Sousa, então Governador-Geral do Brasil com o princípio de nortear a administração colonial do Brasil por Portugal.